# Marie Miller
Marie Miller est une danseuse française née Marie-Élisabeth-Anne Houbert à Auxonne le 8 avril 1770 et morte à Paris le 18 avril 1833.
Fille d'un musicien des Grands Danseurs du Roi, elle débute au Théâtre des Variétés-Amusantes en 1781, puis danse dans la troupe de Nicolet. Elle entre ensuite à l'Académie royale de musique en 1786 et épouse en 1795 le danseur Pierre Gardel qui compose pour elle l'un des rôles principaux de La Dansomanie (1800).
Elle quitte la scène en 1816.
Noverre lui adressa ce compliment : « Sa danse est éblouissante ; de ses pieds jaillissent, pour ainsi dire, des diamants ; [...] elle est à la danse ce que la Vénus de Médicis est à la sculpture ».